# James Domengeaux
James Domengeaux est un avocat et homme politique franco-américain, né le 6 janvier 1907 à Lafayette (Louisiane) où il est mort le 11 avril 1988.
Représentant (député) démocrate d'origine cadienne et Créoles de Louisiane, il est la personnalité qui a relancé le fait francophone en Louisiane, à partir de 1968.

## Origines
James Domengeaux déclare en 1982 avoir une famille paternelle provenant originellement du Bordelais, qui s'installa à La Nouvelle-Orléans après avoir quitté Saint-Domingue pendant la Révolution haïtienne ; du côté maternel, il est issu de la famille Mouton, dont Jean Mouton fut le fondateur de la ville de Lafayette, dont Alexandre Mouton fut gouverneur de Louisiane et membre du Sénat des États-Unis, et dont son père fut sénateur de l’État de Louisiane.

## Actions

### Renouveau francophone en Louisiane
En 1968, il obtient la création d'un organisme public, le Conseil pour le développement du français en Louisiane (CODOFIL), chargé de relancer et développer la pratique du français en Louisiane, et de rendre les écoliers bilingues. Il souhaitait ainsi valoriser le principal trait de caractère de son État, et permettre aux petits-enfants cadiens ou créoles de se familiariser avec la langue de leurs aînés qui leur était interdite. Il voulait aussi permettre aux populations francophones de pouvoir intégrer la société louisianaise, en particulier les habitants analphabètes des bayous qui ont été écartés de toute scolarisation. L'enjeu était également de pouvoir préserver les dialectes cadiens, plutôt que d'importer le français international, même s'il savait qu'il devait s'appuyer sur les nations francophones. Son entreprise réussit lorsqu'il convainc le président de la République française Georges Pompidou de l'appuyer, en lui envoyant des professeurs français. Suivront d'autres coopérants, européens, américains ou antillais.
À la suite de la création du CODOFIL, un véritable mouvement de renaissance a été initié, avec une relance de l'enseignement du français l'année suivante, du français dans les institutions louisianaises (études universitaires), mais également sur le plan culturel (festivals, musique, média, édition) sans pour cela aboutir à un bilinguisme officiel.

### Articles annexes
- Liste des représentants de Louisiane